# Edith Clarke
Edith Clarke (10 de fevereiro de 1883 – 29 de Outubro de 1959) foi a primeira engenheira eletricista e primeira professora de engenharia eléctrica da Universidade do Texas em Austin. Ela se especializou em análise de sistemas de energia eléctrica  e escreveu a Análise de Circuito de Sistemas de Potência AC.

## Infância e Educação
Edith Clarke nasceu no dia 10 de Fevereiro de 1883, no Condado de Howard, no estado de Maryland (EUA). Filha de John Ridgely Clarke e Susan Dorsey Owings, uma das suas nove crianças. Depois de ficar órfã aos 12 anos, foi criada pela irmã mais velha. Ela usou a sua herança para estudar matemática e astronomia na Vassar College, onde se formou em 1908.
Depois da faculdade, Clarke ensinou matemática e física em uma escola particular em São Francisco e no Marshall College. Ela então passou algum tempo estudando engenharia civil na Universidade de Wisconsin-Madison, mas saiu para se tornar um “computador” na AT&T em 1912. Ela computou para George Campbell, que aplicou métodos matemáticos aos problemas de transmissão eléctrica de longa distância. Enquanto estava na AT&T, ela estudou engenharia elétrica na Columbia University à noite.
Em 1918, Clarke se inscreveu no Instituto de Tecnologia de Massachussets (MIT), e no ano seguinte ela se tornou a primeira mulher a conseguir um mestrado em engenharia elétrica do MIT.

## Carreira Profissional
Sem conseguir encontrar trabalho como engenheira, ela foi trabalhar para a General Electric como supervisora de computadores no Departamento de Engenharia de Turbinas. Durante esse tempo, ela inventou a calculadora Clarke, em 1921, um dispositivo gráfico simples que resolveu equações envolvendo corrente elétrica, tensão e impedância em linhas de transmissão de energia. O dispositivo poderia resolver equações de linha envolvendo funções hiperbólicas dez vezes mais rápido que os métodos anteriores. Ela apresentou uma patente para a calculadora em 1921 e foi concedida em 1925.

Em 1921, ainda sem conseguir uma posição como engenheira, ela deixou a GE para ensinar física na Constantinople Women’s College na Turquia. No ano seguinte, ela foi recontratada pela GE como engenheira electricista no Departamento de Engenharia da Estação Central. Clark reformou-se da General Electric em 1945.
Sua formação em matemática ajudou a alcançar a fama em seu campo. Em 8 de fevereiro de 1926, como primeira mulher a entregar um trabalho no encontro anual do Instituto Americano de Engenheiros Elétricos, ela mostrou o uso de funções hiperbólicas para calcular a potência máxima que uma linha poderia carregar sem instabilidade. Dois de seus últimos trabalhos ganharam prêmios do AIEE: o prêmio de melhor papel regional em 1932 e o prêmio de melhor papel nacional em 1941.
Em 1943, Edith Clarke escreveu um livro-texto influente no campo da engenharia de energia, Análise de Circuito de Sistemas de Potência AC, baseado em suas anotações para palestras para engenheiros da GE.
Em 1947, ingressou no corpo docente do Departamento de Engenharia Elétrica da Universidade do Texas, em Austin, tornando-se a primeira professora de Engenharia Elétrica do país. Ela ensinou por dez anos e se aposentou em 1957.
Em uma entrevista com o Daily Texan em 14 de março de 1948, Clarke observou: "Não há demanda para mulheres engenheiras, como é o caso das mulheres médicas, mas sempre há uma demanda para quem consegue fazer um bom trabalho." 

## Honras
Edith Clarke foi a primeira mulher engenheira a conseguir uma posição profissional em Tau Beta Pi. Em 1948, Clarke foi a primeira mulher do American Institute of Electrical Engineers. Em 1954, ela recebeu o prêmio Society of Women Engineers Achievement.
Em 2015, Clarke foi postumamente introduzida no National Inventors Hall of Fame.

## Leitura Adicional
- Layne, Margaret E. (2009).  Mulheres na engenharia. Pioneiros e Trailblazers. Reston, Va .: ASCE Press. ISBN  0784472351.